# W-B-X 〜W-Boiled Extreme〜
「W-B-X 〜W-Boiled Extreme〜」（ダブル ビー エックス 〜ダブル ボイルド エクストリーム〜）は、2009年11月11日に発売されたシングル。日本の女性歌手・上木彩矢と、ギタリスト・歌手のTAKUYA（元JUDY AND MARY）が、上木彩矢 w TAKUYA名義でリリースした。上木の作品としては、通算11作目のシングルとなる。
なお、2022年8月15日に配信が開始された歌詞違いの「W-G-X 〜W Goes Next〜」についても、本記事で解説する。

## 解説
上木彩矢が2009年8月にGIZA studioからavexに移籍して初の新作であり、avex modeが主題歌リリースを担当する仮面ライダーシリーズの主題歌となった。タイトル曲のPVが収録されたDVDが付属するバージョンと、CDのみのバージョンの2種類が販売された。
上木のシングルにおけるオリジナル作品では、作詞に参加しない初めての作品となった。
タイトルは、サビのソ#-ラ-シの部分にアルファベット3文字を当てはめるという発想から「W-B-X」を思いつき、後付けで「W-Boiled Extreme」という言葉を考えたとのこと。そのため、インターネットラジオ「WIND WAVE」の「FU-TO HIT on GROOVE」（2010年5月24日配信分、作詞者の藤林聖子がゲスト出演）や『仮面ライダーW SPECIAL CD-BOX』のライナーノーツでは「タブル ボイルド エクストリームの略は、本当ならD-B-E (Double Boiled Extreme) になる」というツッコミを受けている。
PVでは上木とTAKUYAが「仮面ライダーW」の変身に合わせた衣装（上木がソウルメモリ、TAKUYAがボディメモリを模している）で次々に変わっていくシーンも存在する。
『仮面ライダーW』第23・24話では2人がゲストで登場。OPの前半部分（23話）・後半部分（24話）がこの話のメインとなった音楽番組「フーティックアイドル」で歌を披露している部分に変更された。

## 収録曲
1. W-B-X 〜W-Boiled Extreme〜 [3:19]
  - 作詞：藤林聖子 / 作曲：鳴瀬シュウヘイ / 編曲：TAKUYA、鳴瀬シュウヘイ

テレビ朝日系特撮テレビドラマ『仮面ライダーW』主題歌。
2. W-B-X Hard Boiled Jazz Edit. [3:53]
3. W-B-X 〜W-Boiled Extreme〜 instrumental [3:18]

## 収録アルバム
W-B-X 〜W-Boiled Extreme〜
- INDIVIDUAL EMOTION

## W-G-X 〜W Goes Next〜
「W-G-X 〜W Goes Next〜」（ダブル ジー エックス 〜ダブル ゴーズ ネクスト〜）は、作詞：藤林聖子、作曲：鳴瀬シュウヘイによる楽曲。「W-B-X」と同じく「上木彩矢 w TAKUYA」が歌唱を担当。アニメ『風都探偵』の第3話挿入歌として、2022年8月15日に配信が開始された。「W-B-X」の歌詞違いであるが、曲調は同曲よりも早くアレンジされている。上木は「替え歌などでは無く立派な作品」とツイートしている。
当初は「W-B-X」をどこかで流したかったが、高速道路でのバイクチェイスで使用されるため、ロック調のアレンジとなった。